# La historia de la Tierra Media
La historia de la Tierra Media es una serie de 13 libros que reúnen y analizan material relacionado con el mundo fantástico creado por J. R. R. Tolkien, compilado y editado por su hijo, Christopher Tolkien.

## Descripción
Algunos de sus textos corresponden a versiones tempranas de algunos de los trabajos publicados por su padre, mientras que otros son material inédito. Estos libros son sumamente detallados, al punto de documentar trozos de papel que fueron modificadas infinidad de veces con muchas notas a pie de página. Christopher Tolkien ha documentado la historia de la escritura de los relatos de la Tierra Media con tanto detalle como su padre documentó la historia fantástica de la Tierra Media.
En la versión original inglesa, los primeros cinco volúmenes relatan los primeros esbozos de la historia de El Silmarillion, sin embargo la discusión sobre El Silmarillion es pospuesta hasta el volumen diez de la colección. Desde el libro seis al nueve se aborda el desarrollo de El Señor de los Anillos, siendo la mitad del libro nueve acerca de la historia de Númenor (la primera versión de esta fue cubierta en el libro cinco). El libro diez y once aborda los «Anales de Beleriand» y los «Anales de Aman», los cuales son trabajos que se desarrollaron en conjunto con la de El Silmarillion y que sirvieron como fuente de investigación para la publicación del mismo. El libro doce discute acerca del desarrollo de los Apéndices de El Señor de los Anillos, seguido por variados ensayos desarrollados por Tolkien en sus últimos años de vida.
Por motivos editoriales, al ser editados en español, Minotauro los dividió en dos grupos: La historia de la Tierra Media (HTM) con nueve libros y La historia de El Señor de Los Anillos (HSDLA) con cuatro libros, siendo el número nueve de la colección original, Sauron derrotado (Sauron Defeated), dividido en dos partes.

## Volúmenes
Los volúmenes son los siguientes:
1. El libro de los cuentos perdidos 1 (HTM I, 1983)
2. El libro de los cuentos perdidos 2 (HTM II, 1984)
3. Las baladas de Beleriand (HTM III, 1985)
4. La formación de la Tierra Media (HTM IV, 1986)
5. El camino perdido y otros escritos (HTM V, 1987)
6. El retorno de la Sombra (HSDLA I, 1988)
7. La traición de Isengard (HSDLA II, 1989)
8. La Guerra del Anillo (HSDLA III, 1990)
9. El fin de la Tercera Edad o Sauron derrotado (HSDLA IV, 1992)
10. La caída de Númenor (HTM VI, 1992)
11. El anillo de Morgoth (HTM VII, 1993)
12. La Guerra de las Joyas (HTM VIII, 1994)
13. Los pueblos de la Tierra Media (HTM IX, 1996)

En 2002, se publicó el volumen denominado The History of Middle-earth Index que no ha sido traducido al español y que consiste en un índice completo de cada uno de los trece volúmenes que comprenden la colección.
- Datos: Q334750